# Santa Catarina Otzolotepec
Santa Catarina Otzolotepec är en ort i Mexiko.   Den ligger i kommunen Tehuacán och delstaten Puebla, i den sydöstra delen av landet, 220 km öster om huvudstaden Mexico City. Santa Catarina Otzolotepec ligger 2 234 meter över havet och antalet invånare är 1 126.
Terrängen runt Santa Catarina Otzolotepec är huvudsakligen kuperad, men söderut är den bergig. Santa Catarina Otzolotepec ligger nere i en dal. Runt Santa Catarina Otzolotepec är det ganska glesbefolkat, med 43 invånare per kvadratkilometer. Närmaste större samhälle är Tehuacán, 18,5 km sydväst om Santa Catarina Otzolotepec. I omgivningarna runt Santa Catarina Otzolotepec växer huvudsakligen savannskog.